# Laura Serrano

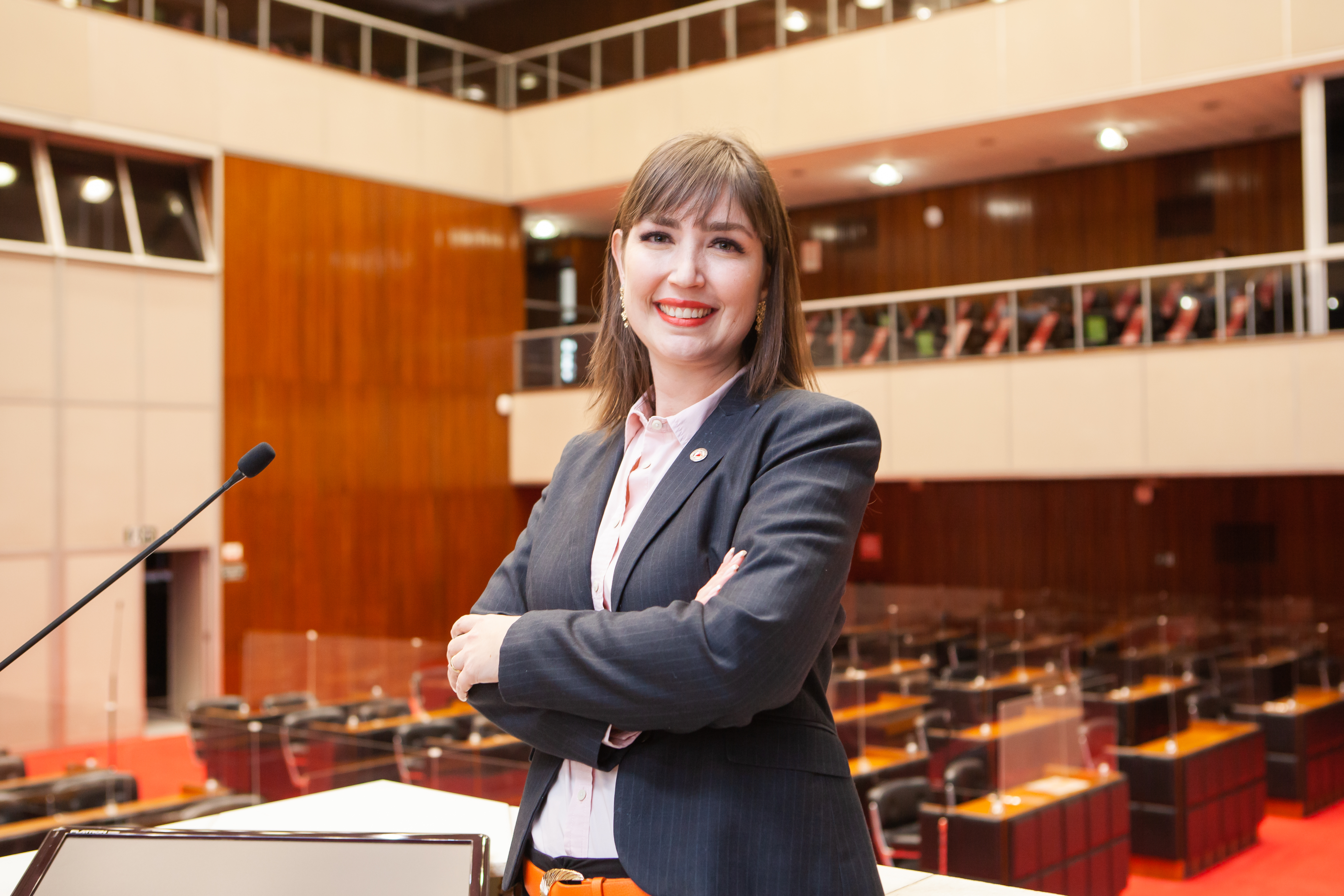
Laura Serrano - deputada estadual

Laura Mendes Serrano (Belo Horizonte, 9 de março de 1987) é uma servidora pública do estado de Minas Gerais e política brasileira eleita deputada estadual em Minas Gerais pelo Partido Novo (NOVO) nas eleições gerais em 2018. 